# Aldona Młyńczak
Aldona Janina Młyńczak (Wrocław; 25 de Maio de 1958 — ) é uma política da Polónia. Foi eleita para a Sejm em 25 de Setembro de 2005, com 2903 votos em 3 distritos de Wrocław, tendo sido candidata pelas listas do partido Platforma Obywatelska.